# Parapsoriasi a grandi placche
La parapsoriasi a grandi placche o a grandi chiazze consiste in lesioni cutanee che possono essere incluse nel moderno schema di classificazione delle parapsoriasi. Queste lesioni, chiamate "placche", hanno in genere margini irregolari, una forma rotondeggiante od ovaloide e un diametro pari o superiore a 10 centimetri; esse sono spesso molto sottili e risultare asintomatiche, oppure causare un leggero prurito. La parapsoriasi a grandi chiazze è frequentemente associata alla parapsoriasi retiforme, può manifestarsi simultaneamente alla poichilodermia vascolare atrofizzante e, in rari casi, può costituire una lesione precancerosa del linfoma cutaneo a cellule T.
Il trattamento della parapsoriasi consiste nella fototerapia, in particolare nella tecnica Puva con l'impiego di raggi ultravioletti, possibilmente in combinazione con farmaci dermocorticoidi (detti anche "steroidi topici"); in ogni caso, la tendenza della malattia a cronicizzare rende in genere necessario un piano terapeutico a lungo termine.